# Locust Grove (Georgia)
Locust Grove – miasto w Stanach Zjednoczonych, w stanie Georgia, w hrabstwie Henry.

## Demografia
W roku 2010 miasto zamieszkiwały 5402 osoby, a gęstość zaludnienia wynosiła 947,7 osoby/km². W roku 2023 liczba mieszkańców wzrosła do 11 199 osób, a gęstość zaludnienia przekroczyła 1964 osoby/km². Na przestrzeni zaledwie 13 lat zaludnienie Locust Grove zwiększyło się ponad 2-krotnie.